# 訃報 2007年10月
訃報 2007年10月（ふほう 2007ねん10がつ）では、2007年10月中に物故した、又は物故が報じられた人物についてまとめる。

テツオ・オカモト／10月1日没

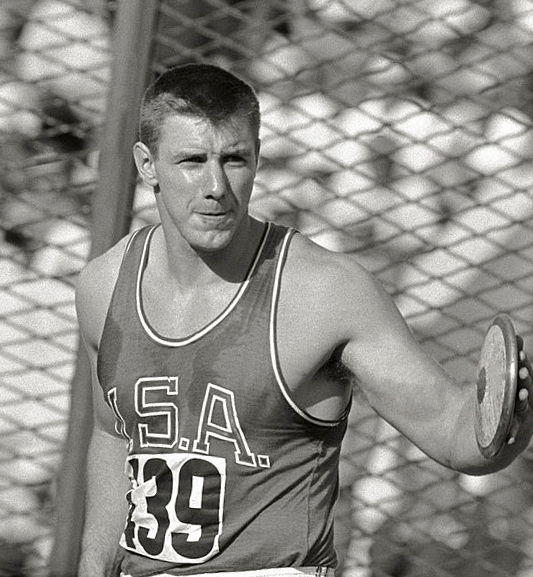
アル・オーター／10月1日没

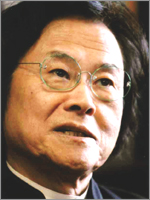
黒川紀章／10月12日没

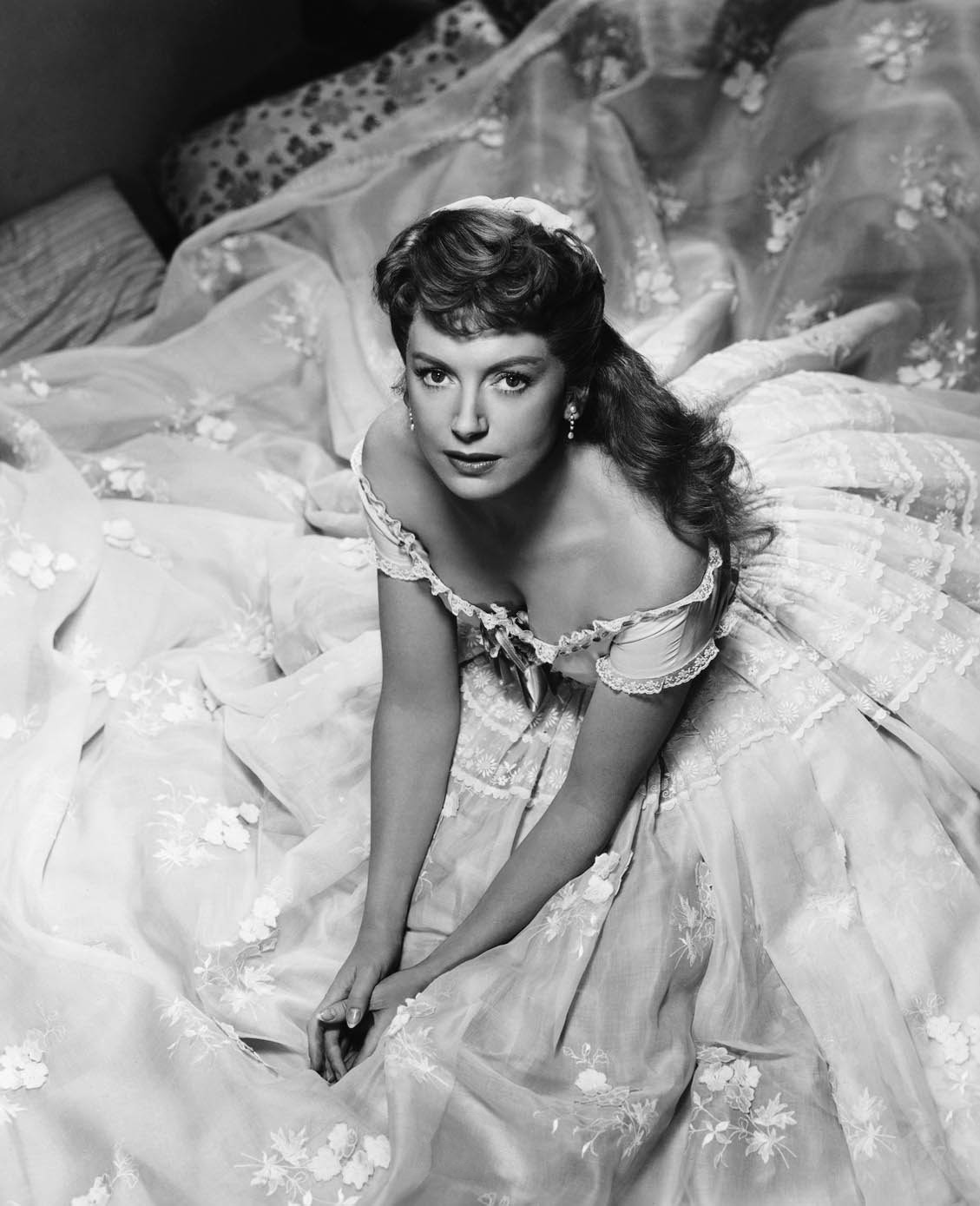
デボラ・カー／10月16日没

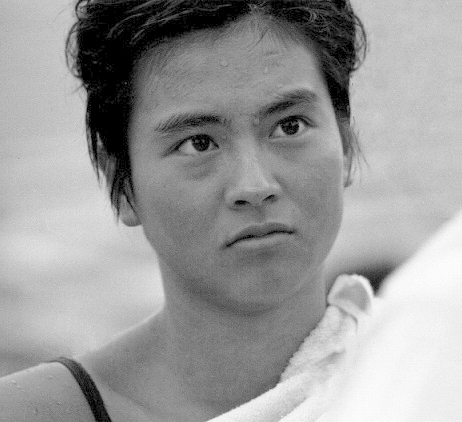
木原光知子／10月18日没

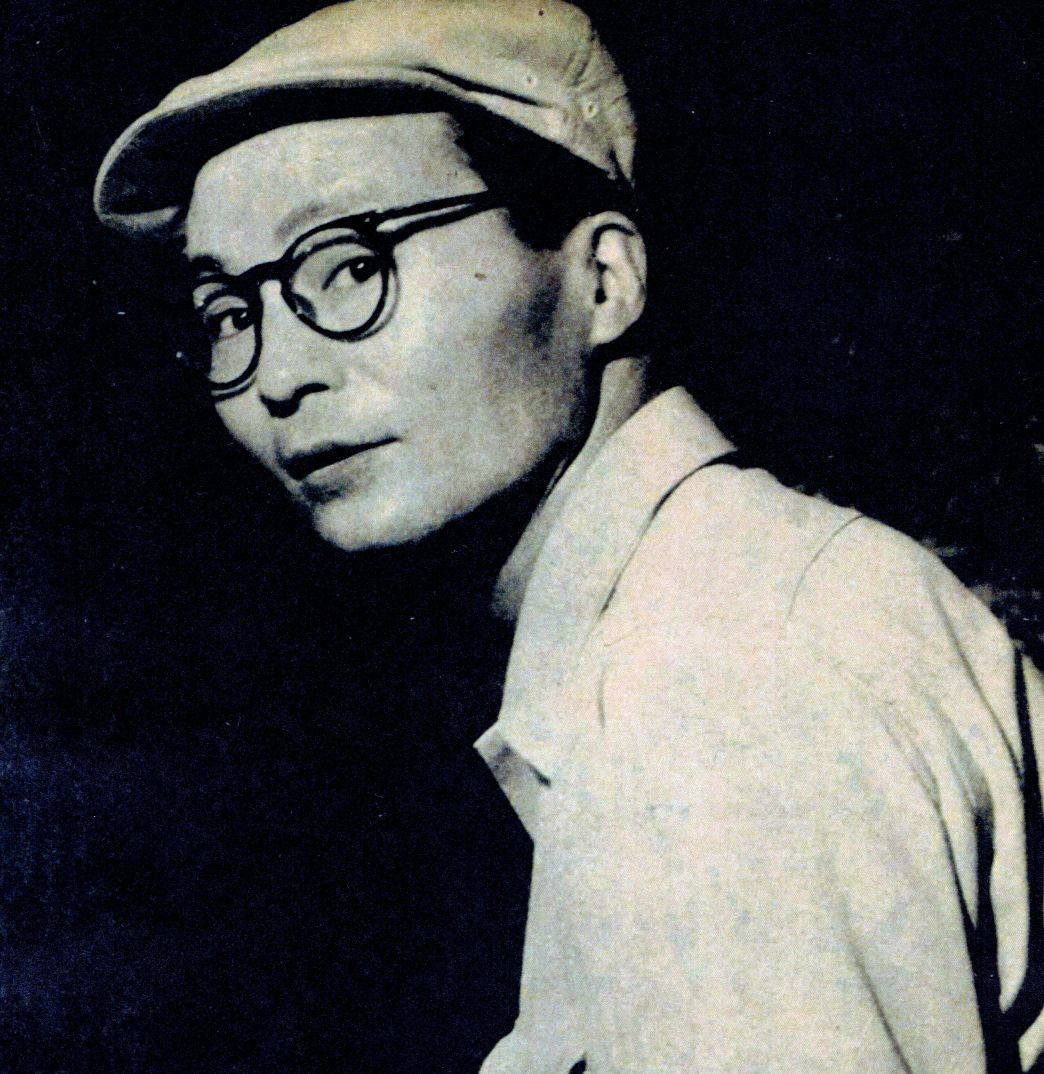
谷口千吉／10月29日没

## （1日 - 15日）
- 10月1日 - テツオ・オカモト、競泳選手（* 1932年）
- 10月1日 - アル・オーター、円盤投選手（* 1936年）
- 10月1日 - 銭一飛、台湾バスケットボール監督（* 1947年）
- 10月2日 - 米倉豊、元三菱石油副社長（* 1919年）
- 10月2日 - 大津守、西鉄ライオンズ元投手（* 1931年）
- 10月2日 - 北村弘一、声優（* 1931年）
- 10月2日 - 小沢和夫、岩手県釜石市長（* 1944年）
- 10月3日 - 羽生功、水圏生物学者、東京大学名誉教授（* 1929年）
- 10月3日 - 若桑みどり、美術史学者、千葉大学名誉教授（* 1935年）
- 10月3日 - トニー・ライアン（Tony Ryan）、企業家（* 1936年）
- 10月3日 - 江里佐代子、截金師、人間国宝（* 1945年）
- 10月4日 - 檜山さくら、俗曲師（* 1925年）
- 10月4日 - 陳啓礼、台湾黒社会（ヤクザ）、暴力団・竹聯幇初代幇主（* 1943年）
- 10月5日 - 村松定孝、文学者、上智大学名誉教授（* 1918年）
- 10月5日 - ヴァルター・ケンポフスキー（Walter Kempowski）、小説家（* 1929年）
- 10月5日 - 星川薫、日本中央競馬会栗東トレーニングセンター調教師（* 1930年）
- 10月6日 - 高橋蒼峰、書道家（* 1917年）
- 10月6日 - 高松武一郎、工学博士、京都大学名誉教授（* 1925年）
- 10月6日 - グエン・ベト、ベトナムの結合双生児の兄（* 1981年）
- 10月7日 - ノーラン・ハーンドン（Nolan Herndon）、アメリカ合衆国空軍兵士、1942年の米軍東京空襲部隊隊員（* 1919年）
- 10月7日 - 高田久成、京都馬主協会相談役、テンポイント号馬主（* 1920年）
- 10月7日 - 乾智行、触媒工学者（* 1935年）
- 10月7日 - 阿部典史、オートバイレーサー（* 1975年）
- 10月8日 - 太田勇、作物学者、三重大学名誉教授（* 1917年）
- 10月8日 - 守本一雄、畜産学者、三重大学名誉教授（* 1917年）
- 10月8日 - 旭五郎、東京ボーイズリーダー（* 1944年）
- 10月8日 - 中村鴈五郎、歌舞伎役者（* 1947年）
- 10月9日 - クルト・シュヴァーエン、作曲家（* 1909年）
- 10月9日 - 西條八束、水環境学者、名古屋大学名誉教授、詩人・西條八十の子息（* 1925年）
- 10月9日 - 打海文三、作家（大藪春彦賞受賞）（* 1948年）
- 10月9日 - 三川基好、翻訳家、早稲田大学教授（* 1950年）
- 10月9日 - ファウスト・コレイア（Fausto Correia）、ポルトガルの政治家（* 1951年）
- 10月10日 - 萩原幽香子、元民社党参議院議員（* 1911年）
- 10月10日 - 山本正男、美学家、美術史家、元東京藝術大學学長（* 1912年）
- 10月10日 - 石本茂、元自由民主党参議院議員・環境庁長官、日本看護協会会長（* 1913年）
- 10月10日 - 丸山弘志、日本国有鉄道鉄道技術研究所元所長（* 1924年）
- 10月10日 - 大河内一雄、九州大学名誉教授（* 1928年）
- 10月10日 - メフメド・ウズン（Mehmed Uzun）、クルド人の小説家（* 1953年）
- 10月11日 - シュリ・チンモイ、ヨーガ指導者（* 1931年）
- 10月11日? - 三遊亭圓好、落語家（* 1948年）[1]
- 10月12日 - 黒川紀章、建築家（* 1934年）
- 10月12日 - ソー・ウィン、ミャンマーの首相（* 1948年）
- 10月13日 - 前田常作、日本画家（* 1926年）
- 10月13日 - ボブ・ディナール（Bob Denard）、元傭兵（* 1929年）
- 10月13日 - 小林德太郎、日本水泳連盟元副会長（* 1931年）
- 10月13日 - 太田宏、大阪府立大学名誉教授、経営工学者（* 1942年）
- 10月14日 - 西川孝、通天閣観光取締役（* 1930年）
- 10月15日 - 緩利光男、回春仙本舗・昭和化学工業取締役会長（* 1921年?）
- 10月15日 - 田島節夫、フランス哲学者、元東京都立大学名誉教授（* 1925年）
- 10月15日 - 津江孝夫、今宮戎神社宮司（* 1926年）
- 10月15日 - 山田真二、歌手、俳優（* 1937年）
- 10月15日 - ヴィート・タッコーネ（Vito Taccone）、自転車ロードレース選手（* 1940年）

## （16日 - 31日）
- 10月16日 - デボラ・カー、女優（* 1921年）
- 10月16日 - 尾﨑幸雄、洋画家（* 1924年）
- 10月16日 - 長屋幸郎、元日本眼科医会長（* 1925年）
- 10月16日 - 宮﨑重信、元内田洋行会長（* 1928年）
- 10月16日 - トシェ・プロエスキ、歌手（* 1981年）
- 10月17日 - ジョーイ・ビショップ、俳優・コメディアン（* 1918年）
- 10月17日 - テレサ・ブリュワー、歌手（* 1931年）
- 10月17日 - 湶純江、元陸上競技選手、モントリオール五輪日本代表（* 1952年）
- 10月18日 - 薩一夫、財界さっぽろ会長、元北海道観光連盟・札幌観光協会会長（* 1917年）
- 10月18日 - 中村長芳、元太平洋クラブライオンズオーナー（* 1924年）
- 10月18日 - 木原光知子、元水泳選手、1964年東京オリンピック日本代表、元タレント、実業家、日本水泳連盟理事（* 1948年）
- 10月18日 - 島田信廣、元オートレースライダー（* 1950年）
- 10月18日 - ラッキー・デューベ、レゲエ歌手（* 1964年）
- 10月19日 - ヤン・ウォルカーズ（Jan Wolkers）、作家、芸術家（* 1925年）
- 10月20日 - セーザル・ファリア（Cesar Faria）、ギタリスト（* 1919年）
- 10月20日 - ポール・レイヴン（Paul Raven）、ベーシスト（* 1961年）
- 10月21日 - 松島寿三郎、歌舞伎長唄三味線方、人間国宝（* 1920年）
- 10月21日 - 竪山利文、全日本民間労働組合協議会初代議長（* 1924年）
- 10月21日 - R・B・キタイ（R. B. Kitaj）、芸術家（* 1932年）
- 10月22日 - エーヴ・キュリー、キュリー夫妻の次女（* 1904年）
- 10月22日 - 佐々木芳雄、日本テレビ放送網元代表取締役社長（* 1913年）
- 10月22日 - 金井俊一郎、舞台大道具師（* 1931年）
- 10月23日 - 林梧桐、実業家（* 1918年）
- 10月23日 - 晴乃ピーチク、漫才師（* 1925年）[2]
- 10月23日 - 佐藤昭夫、元日本共産党参議院議員（* 1927年）
- 10月24日 - 内藤ルネ、イラストレーター（* 1933年）
- 10月25日 - 鈴木武夫、元国立公衆衛生院院長（* 1913年）
- 10月25日 - 石谷龍生、毎日新聞社元社会部長（* 1928年）
- 10月26日 - アレクサンドル・フェクリソフ、ソ連のスパイ（* 1913年）
- 10月26日 - アーサー・コーンバーグ、アメリカの生化学者（* 1918年）
- 10月26日 - 花井哲郎、生物学学者（* 1924年）
- 10月26日 - 関口晃、量子工学学者（* 1925年）
- 10月26日 - 滋野敬淳、園城寺住職（* 1925年）
- 10月26日 - クンサー、ミャンマーの麻薬王（* 1934年）
- 10月26日 - 藤村雅美、育英高等学校野球部監督（* 1950年）
- 10月27日 - 花柳宗岳、花柳流理事長、日本舞踊家（* 1913年）
- 10月27日 - 鶴岡義雄、洋画家（* 1917年）
- 10月27日 - 森口覚、栄養学者（* 1955年）
- 10月28日 - ポーター・ワゴナー（Porter Wagoner）、カントリー歌手（* 1927年）
- 10月28日 - 藤波孝生、自由民主党元代議士、元内閣官房長官（* 1932年）
- 10月28日 - 小野興二郎、歌人（* 1935年）
- 10月28日 - 包遵信、中華人民共和国の反体制運動科学者（* 1937年）
- 10月28日 - イヴリン・ハーマン（Evelyn Hamann）、女優（* 1942年）
- 10月29日 - 谷口千吉、映画監督（* 1912年）
- 10月29日 - 谷田宗二朗、能楽ワキ方（* 1920年）
- 10月29日 - 古川義男、三井不動産建設株式会社元社長（* 1922年）
- 10月29日 - 岡本弘、日本ジャーナル出版社元社長（* 1934年）
- 10月29日 - 萩野純一郎、情報工学者・プログラマー（* 1970年）[3]
- 10月30日 - ロバート・グーレ、アメリカの歌手・俳優（* 1933年）
- 10月31日 - 三宅具哉、姫路信用金庫元会長（* 1909年）
- 10月31日 - 大滝愛子、バレエダンサー（* 1928年）